# Monte Livrio
Der Monte Livrio ist ein 3174 m s.l.m. hoher Berg der Ortler-Alpen in Südtirol. Er liegt oberhalb des Stilfser Jochs am westlichen Ende des Kristallkamms und ist mit der Passhöhe über zwei Kabinenbahnen verbunden. Er befindet sich im Gebiet des Nationalparks Stilfserjoch.
Wichtig ist der Berg insofern, als sich auf dem hier vorhandenen Gletscher das zweithöchstgelegene Sommerskigebiet der Alpen befindet.

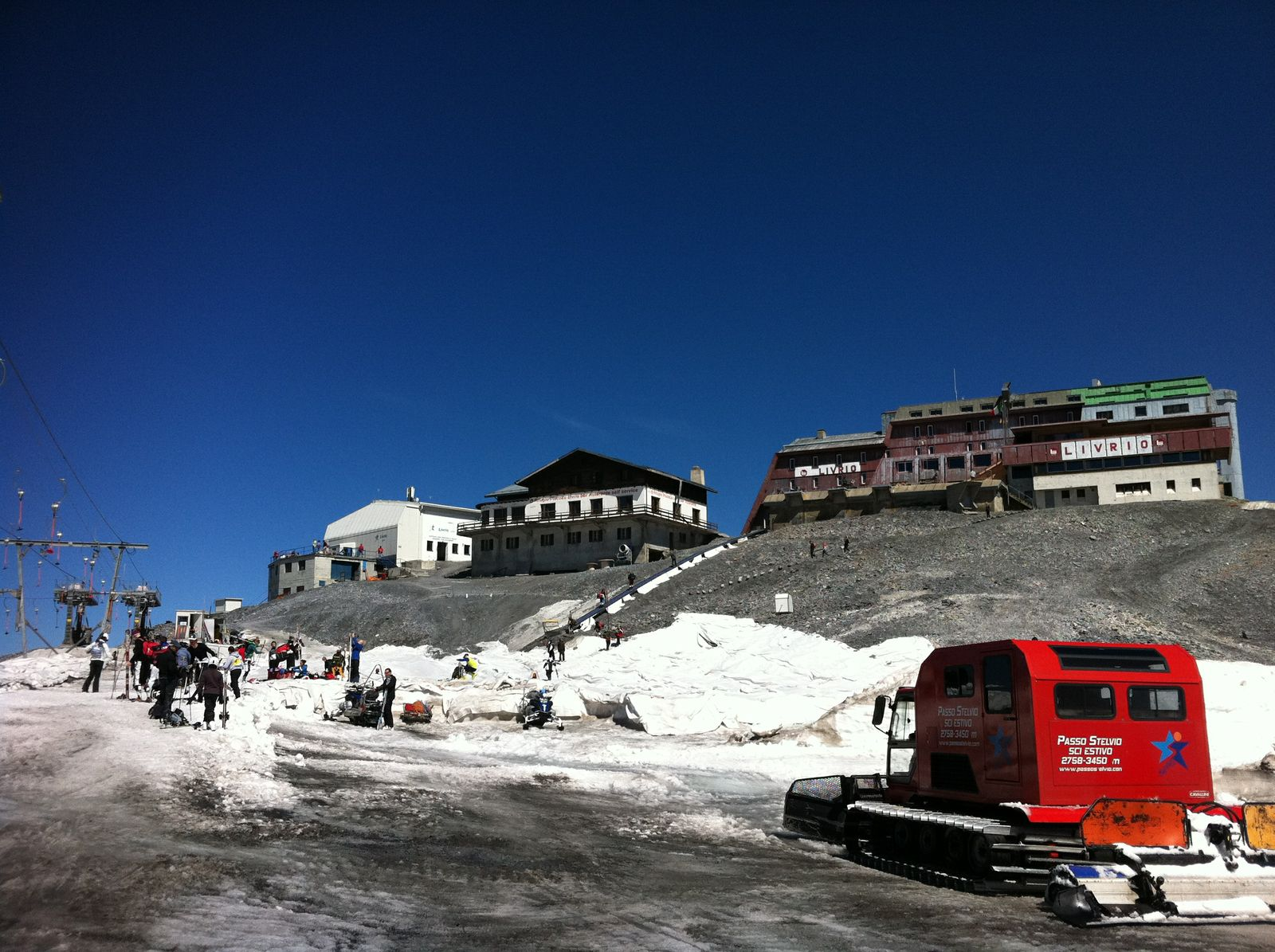
Livrio mit gleichnamigen Hotel
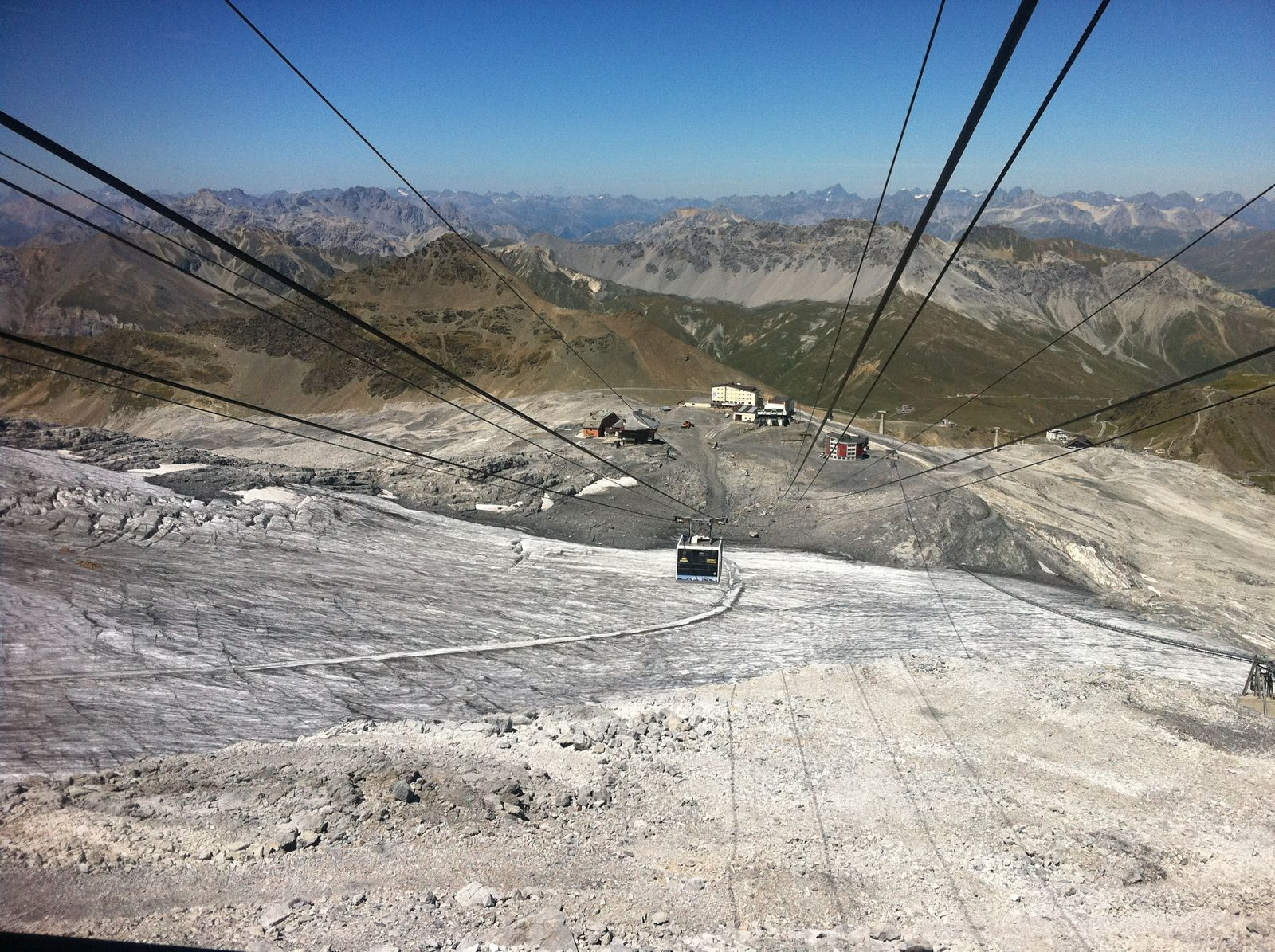
Funifor-Seilbahn zum Monte Livrio